# Nattramn
 (septembre 2019).
Si vous disposez d'ouvrages ou d'articles de référence ou si vous connaissez des sites web de qualité traitant du thème abordé ici, merci de compléter l'article en donnant les références utiles à sa vérifiabilité et en les liant à la section « Notes et références ».
Nattramn est un chanteur suédois. 
Il est connu notamment pour être le chanteur du groupe Silencer. Sur l'unique album du groupe Death – Pierce Me, Nattramn s'illustre sous un style constitué de hurlements aigus et d'autres styles vocaux extrêmes, qu'il met en exergue grâce aux actes d'automutilation auxquels il se serait livré durant l’enregistrement de l'album.
On ne sait que très peu de choses à propos de son identité. Ce mystère est dû au fait qu’il a choisi de vivre dans l'anonymat. Si bien que sa date de naissance même est controversée (il serait né soit le 7 septembre 1975, soit le 7 septembre 1977), son vrai nom est aussi sujet à controverse. Les seules informations à son sujet proviennent des photos promotionnelles durant sa période au sein du groupe Silencer, sur lesquelles son visage est entièrement couvert de bandages ensanglantés, et d'autres photos publiées de son propre chef, sur lesquelles son visage est aussi largement dissimulé.

## Biographie
Pratiquement rien n'est connu sur Nattramn qui soit antérieur à l'existence de Silencer en tant que groupe. 
Silencer a été créé en 1995 comme un projet personnel du guitariste/bassiste Andreas Casado, sous le pseudonyme Leere. Aux alentours de 1998, Nattramn est engagé dans le groupe en tant que chanteur et parolier. Le groupe étant formé, ils enregistrent leur première chanson, la démo Death – Pierce Me la même année, qui débouchera sur l’album du même nom en 2001. 
Durant l’enregistrement des chansons, Nattramn se serait prétendument livré à des actes d’automutilation, en se coupant les poignets et les mains. Ces actes seraient à l'origine de son style vocal unique en son genre, gémissements aigus souvent décrits comme ceux d’un animal agonisant. 
Après la sortie de l'album, la rumeur court que Nattramn aurait été interné à l’hôpital psychiatrique Sankt Sigfrids sjukus, à Växjö en Suède. Les circonstances entourant son internement restent très floues : on[Qui ?] ne sait pas s'il s'y est rendu de son propre chef, ou s'il y a été placé. Après son séjour, il aurait choisi de rester vivre à Växjö. 
Après plusieurs années d’inactivité, il crée en solo le projet Diagnose : Lebensgefahr et sort l’album Transformalin en 2007. En 2012, il sort une nouvelle chanson intitulée Ödelagt, sous le projet Trencadis. Cette chanson de 21 minutes est décrite comme le véritable début de la carrière musicale de Nattramn, qui a été initialement écrite et enregistrée quelques années avant la création de Silencer, en 1994, sous le nom de projet Sinneskross, qui rappelle le style dark ambient de Transformalin, qui a été décrit comme rappelant celui du groupe norvégien Burzum. 
En septembre 2011, il sort un livre intitulé Grishjärta, « Pig’s heart » en anglais, littéralement « Cœur de cochon ». Il a été publié dans deux langues : suédois et anglais. Il contient de nouvelles photos de Nattramn, ainsi que ses créations artistiques et poétiques. 

## Discographie

### Sinneskross
- 1994 - Ödelagt

### Silencer
- 1998 - Démo Death - Pierce Me
- 2001 - Death - Pierce Me

### Diagnose: Lebensgefahr
- 2007 - Transformalin

### Trencadis
- 2012 - Ödelagt